# 亚洲文明对话大会
亚洲文明对话大会是中华人民共和国举办的亚洲文化交流会议，2019年5月15日在北京开幕，主题为“亚洲文明交流互鉴与命运共同体”。

## 出席领导人
出席大会的有中国、柬埔寨、希腊、新加坡、斯里兰卡、亚美尼亚等国家元首和政府首脑，蒙古国领导人和联合国教科文组织等国际组织负责人。亚洲47个国家以及域外其他国家的政府官员和代表2000余人将参加大会开幕式和分论坛。

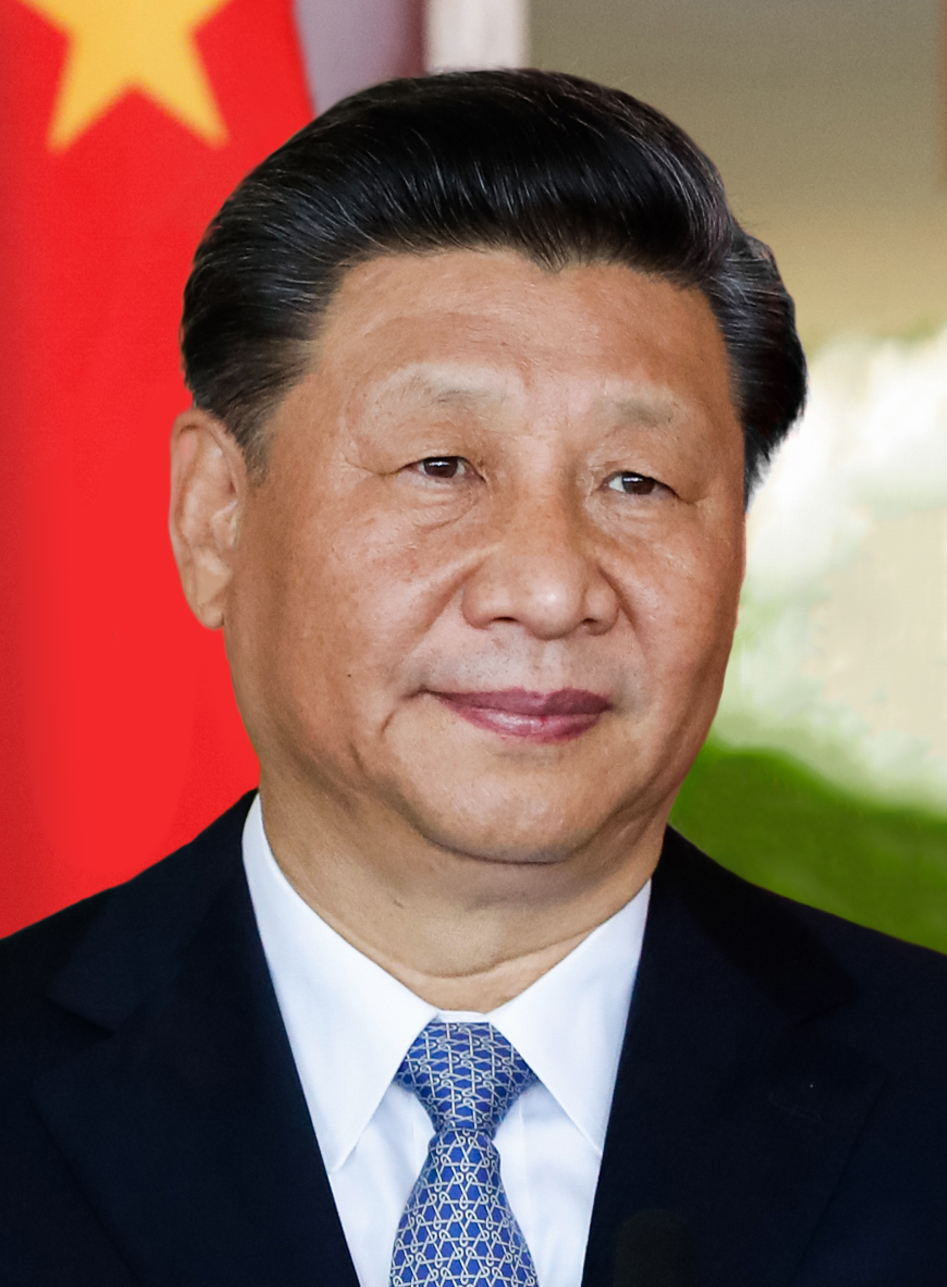
中国（主办国） 中共中央总书记、国家主席 习近平
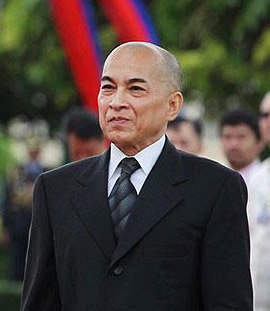
柬埔寨 国王 诺罗敦·西哈莫尼
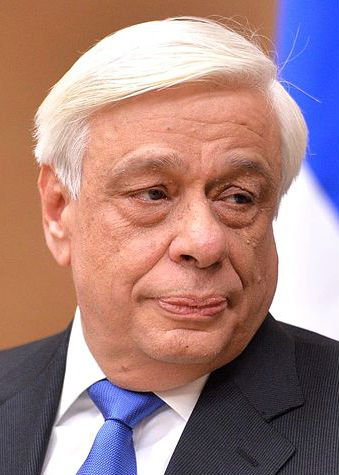
希腊 总统 普罗科皮斯·帕夫洛普洛斯
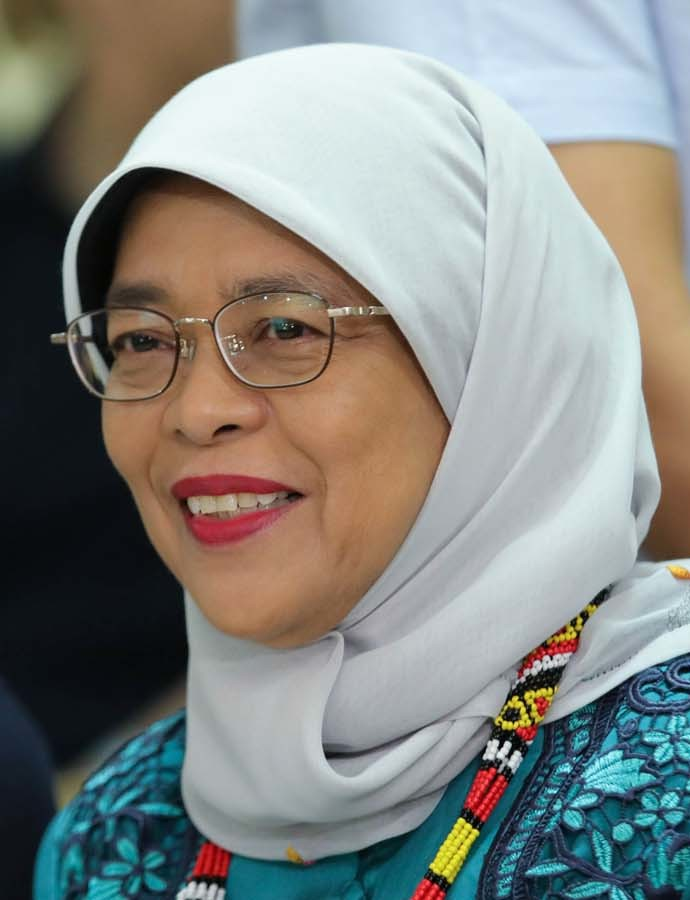
新加坡 总统 哈莉玛·雅各布
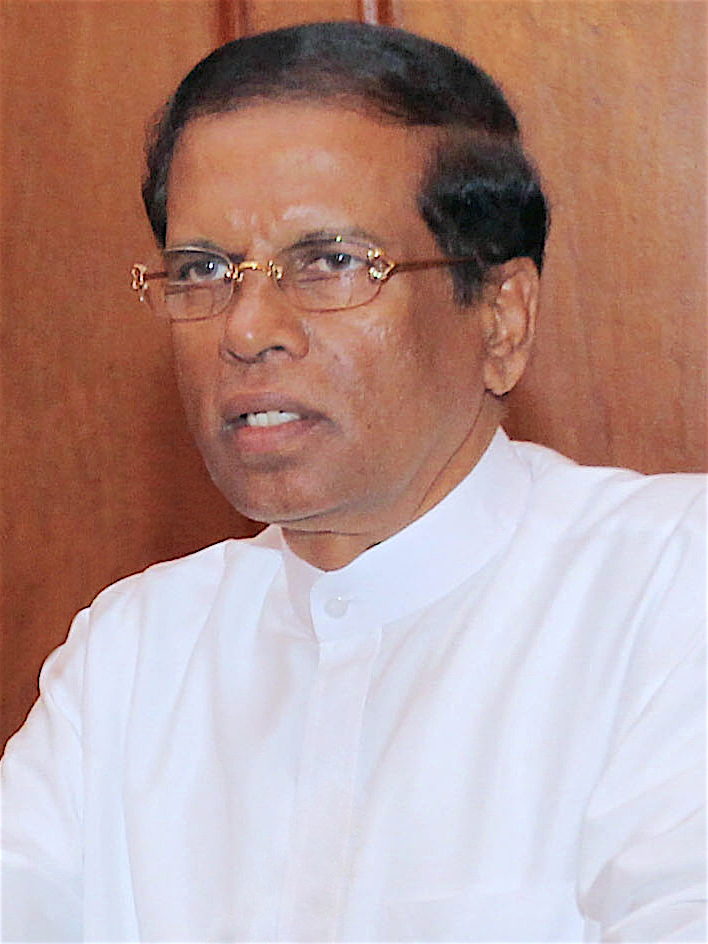
斯里蘭卡 总统 邁特里帕拉·西里塞納
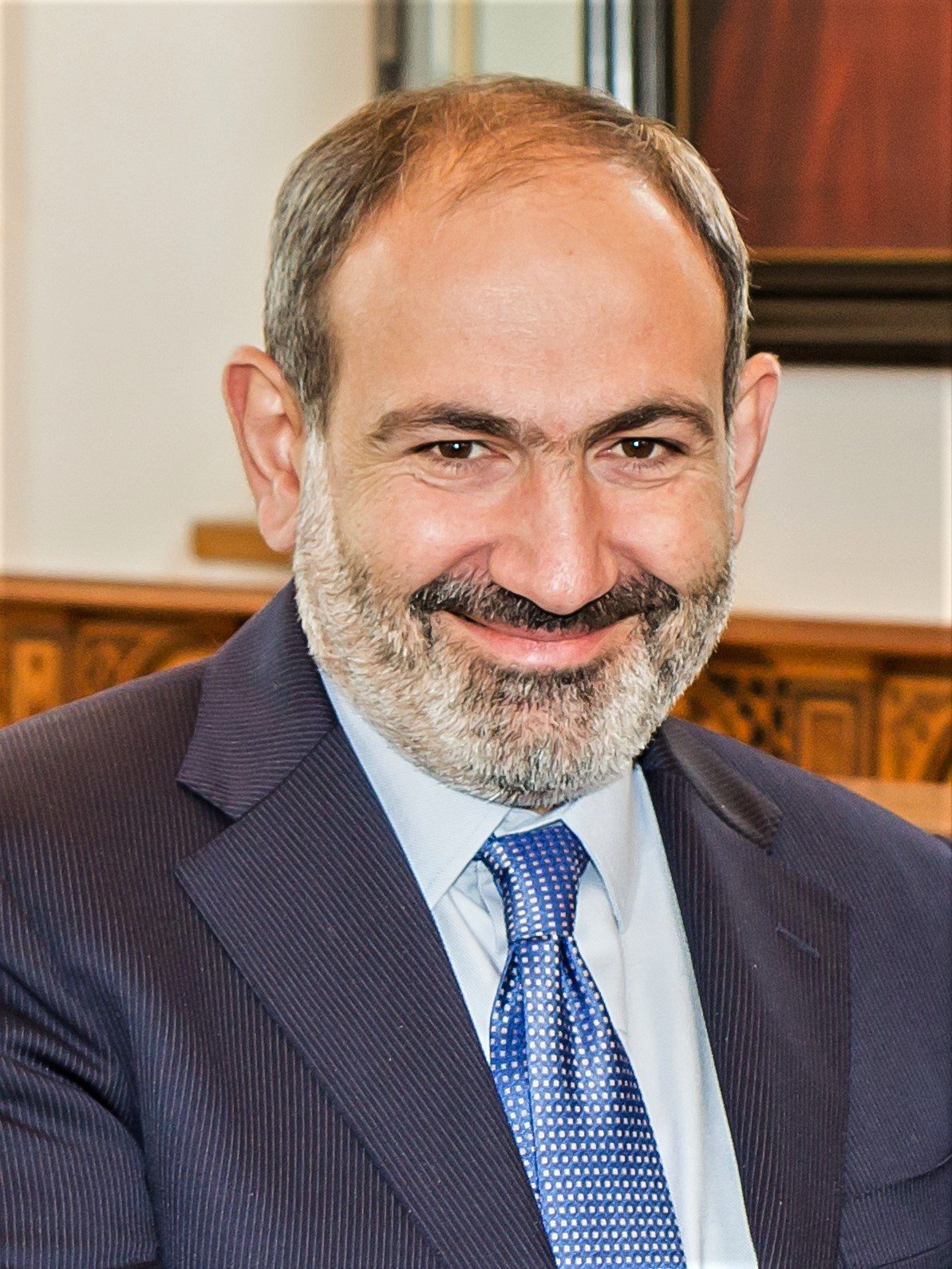
亞美尼亞 总理 尼科尔·帕希尼扬

## 会议内容
- 开幕式
- 亚洲文化嘉年华
- 六场平行分论坛
- 亚洲文明周[4]